# Liège-Bastogne-Liège 1963
La 49e édition de Liège-Bastogne-Liège a eu lieu le 5 mai 1963 et a été remportée par le Belge Frans Melckenbeeck. 

## Déroulement de la course
Cette quarante-neuvième édition de la Doyenne est marquée par la longue échappée de Tom Simpson, l'Anglais de l'équipe Peugeot-Michelin-BP. Il est finalement rejoint à 5 km de l'arrivée. Sur l'esplanade de la citadelle de Liège, Frans Melckenbeeck s'impose au sprint devant Pino Cerami, équipier de Simpson et Vittorio Adorni. Tom Simpson termine 33ème à plus de 2 minutes.
126 coureurs étaient au départ. 50 rejoignent l'arrivée.

## Classement
| n° | Coureur               | Équipe                         | Temps           |
| -- | --------------------- | ------------------------------ | --------------- |
| 1  | Frans Melckenbeeck    | Mercier-Hutchinson-BP          | 5 h 26 min 28 s |
| 2  | Pino Cerami           | Peugeot-Michelin-BP            | m.t.            |
| 3  | Vittorio Adorni       | Cynar                          | m.t.            |
| 4  | Jo de Roo             | Saint Raphael-Geminiani-Dunlop | m.t.            |
| 5  | Raymond Poulidor      | Mercier-Hutchinson-BP          | m.t.            |
| 6  | Frans Schoubben       | Peugeot-Michelin-BP            | à 9 s           |
| 7  | Jo De Haan            | Peugeot-Michelin-BP            | m.t.            |
| 8  | Alan Ramsbottom       | Pelforth-Sauvage-Lejeune       | m.t.            |
| 9  | Jan Janssen           | Pelforth-Sauvage-Lejeune       | m.t.            |
| 10 | Georges Vanconingsloo | Solo-Terrot-Englebert          | m.t.            |